# 彭蒂·科斯凯拉
彭蒂·科斯凯拉（芬蘭語：Pentti Koskela，1945年11月27日—），芬兰男子冰球运动员，场上位置是守门员。他曾入选1968年冬季奥林匹克运动会芬兰男子冰球队名单，但并未上场参赛。